# Jairo Guedz
Jairo Guedz (Jairo Guedz Braga, 25 de noviembre de 1968 en João Monlevade, Brasil), es un guitarrista y bajista. Fue guitarrista de la banda de thrash/death metal Sepultura de 1985 a 1987, y fue parte del proyecto titulado Guerrilha, junto a Igor y Max Cavalera, y Sílvio SDN de Mutilator. También tocó con The Mist, Overdose y Eminence. Actualmente es el guitarrista de la banda tributo a Metallica llamada Metallica Cover Brazil, y de la agrupación Overdose.

## Discografía

### Eminence
- 1999 – Chaotic System
- 2003 – Humanology

### Guerrilha
- 1986 – Live at Festival da Morte (Demo)
- 1986 – Guerrilha (Demo)

### Sepultura
- 1985 – Bestial Devastation / Século XX (Split)
- 1985 – Bestial Devastation (EP)
- 1986 – Rehearsal (Demo)
- 1986 – Morbid Visions
- 1990 – The Lost Tapes of Cogumelo (Split)[6]

### The Mist
- 1991 – The Hangman Tree
- 1993 – Ashes to Ashes, Dust to Dust (EP)
- 1995 – Gottverlassen